# Camacho (Minas Gerais)
Camacho es un municipio brasileño del estado de Minas Gerais. El municipio está subordinado a la Comarca de Itapecerica. 
El distrito fue creado el 30 de diciembre de 1962 por la Ley n.º 2.764. 